# 范斯沃斯宅
范斯沃斯宅（英語：Farnsworth House）是路德維希·密斯·凡德羅設計的一座建築，1951年完工。它位於伊利諾州芝加哥西南89（55英里）普萊諾的福克斯河河畔，佔地24公頃（59英畝）。該建築只有一個房間，採用玻璃和鋼鐵構築而成，造型十分簡潔。建築的委託人是芝加哥的肾病学家艾迪斯·范斯沃斯（Edith Farnsworth），她將其用作週末休假之地。
范斯沃斯宅屬國際風格建築，2004年入選美國國家史蹟名錄，2006年成為美國國家歷史地標。2018年被美国建筑师学会選為伊利諾州200大建築（Illinois 200 Great Places）之一。

## 历史

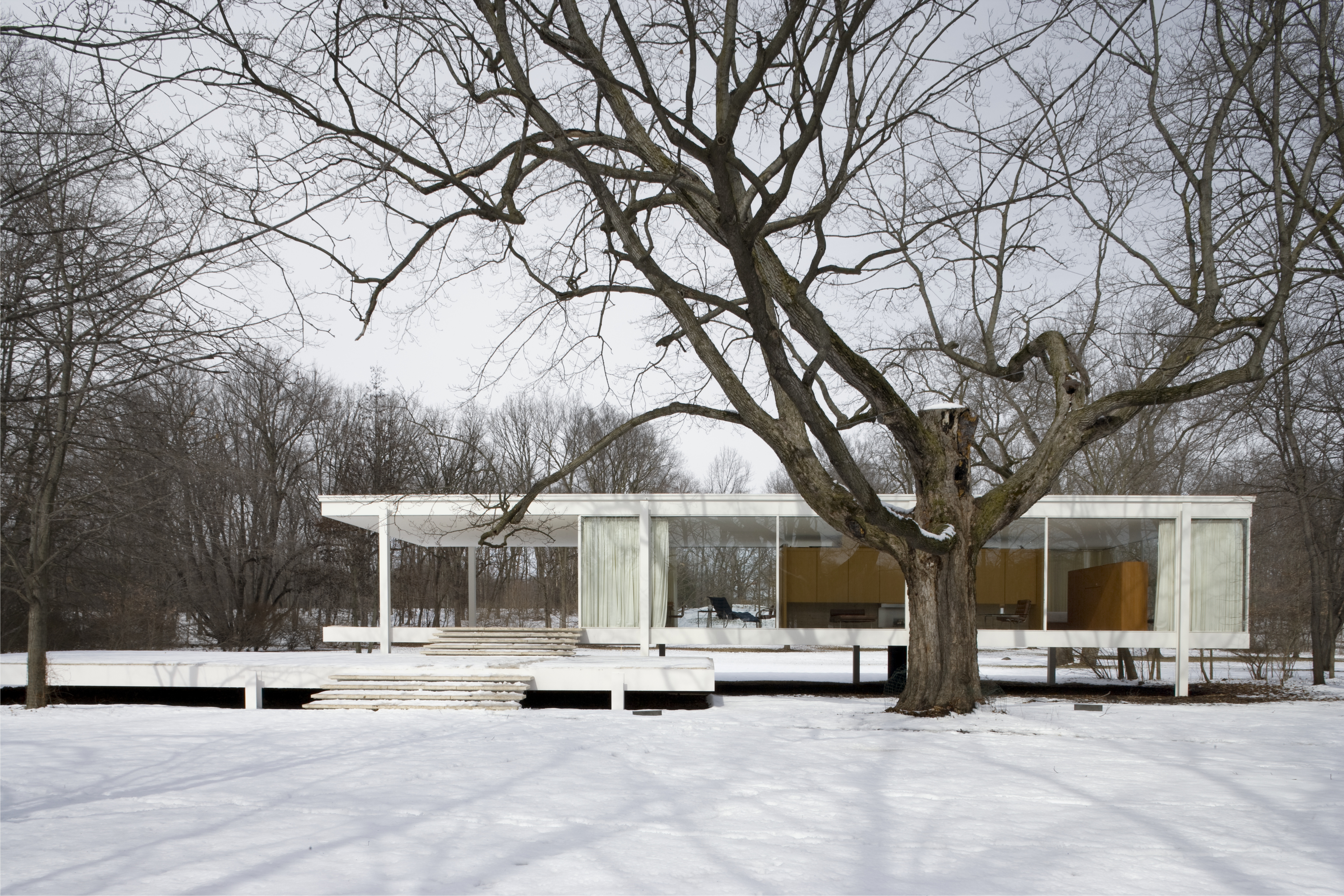
2006年雪天的范斯沃斯宅

1945年艾迪斯·范斯沃斯委托路德維希·密斯·凡德羅设计一座现代建筑以用作她的周末休假处。她从《芝加哥论坛报》的老板罗伯特·R·麦考米克手里买下了福克斯河河畔的一块地皮。凡德罗是建筑的总承包人和建筑师，1950年正式动工。施工末期委托人和建筑师发生了严重矛盾。原因是完工后凡德罗给出的账单高达74,000美元（合2012年的648,000美元），超支15,600美元。范斯沃斯认为这是建筑师的问题，所以对凡德罗提起诉讼，但凡德罗的律师证明了超支部分实际上得到过范斯沃斯的同意，所以法庭判范斯沃斯败诉，要求其支付所有费用。这一事件导致建筑未能完工，凡德罗留下的工作由威廉·邓拉普（William Dunlap）和一些当地工人完成。
1968年，当地政府决定在范斯沃斯附近的福克斯河上建一座高速公路桥，范斯沃斯将政府告上法庭，但再次败诉。高速公路南带来的噪音以及游客打扰了她的平静生活。1972年范斯沃斯将这座建筑卖给英国商人彼得·帕伦博，定居意大利。帕伦博移除了范斯沃斯宅的围墙，添加了一些雕塑。
2001年伊利诺伊州政府打算将其从帕伦博手里买下，出价700万美元，但2003年年初因州政府遭遇经融危机而导致交易失败。同年帕伦博将其交予苏富比拍卖。國家歷史保護信託基金在当年12月出价750万美元将其买下，作为旅游景点对公众开放。

## 内部设计

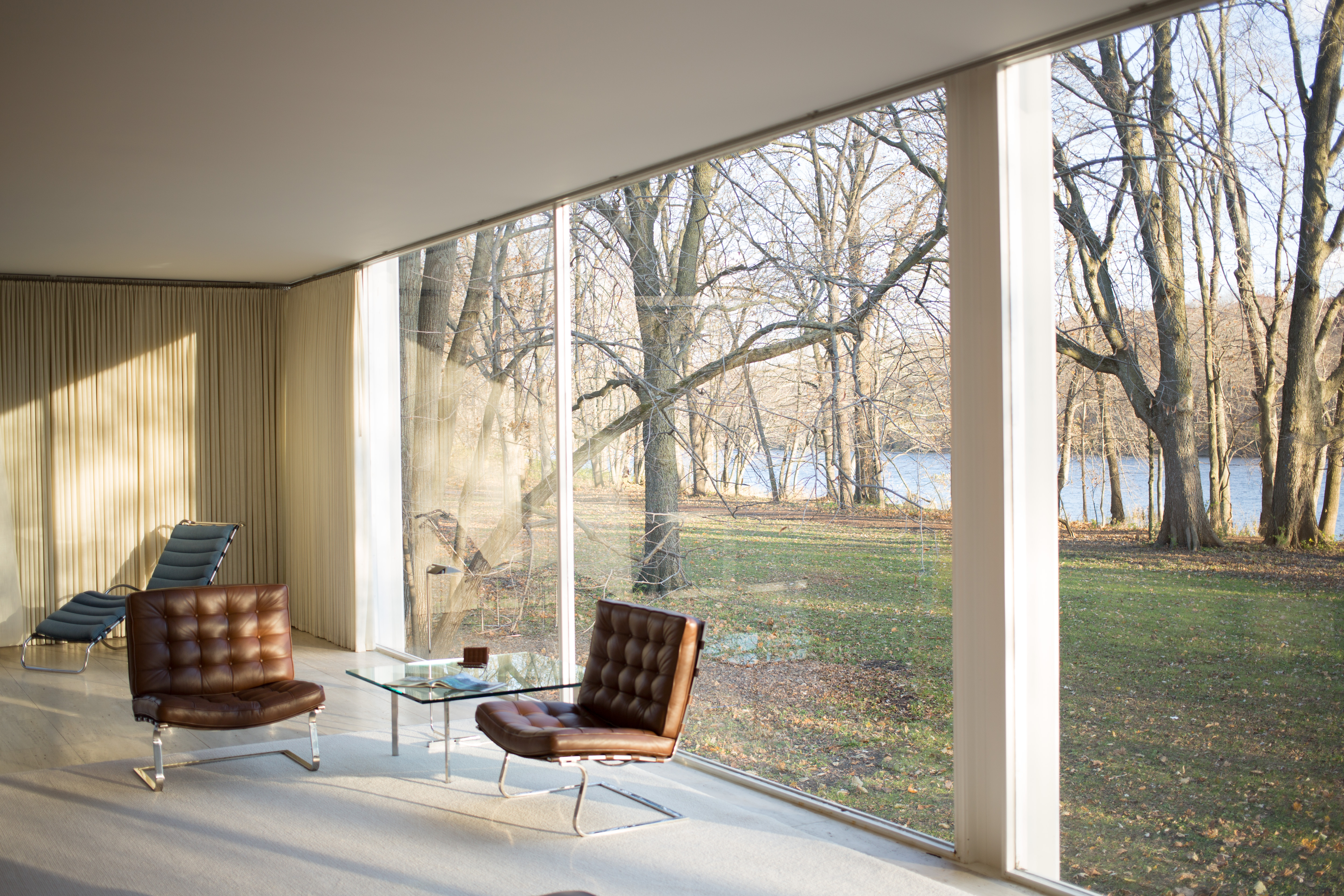
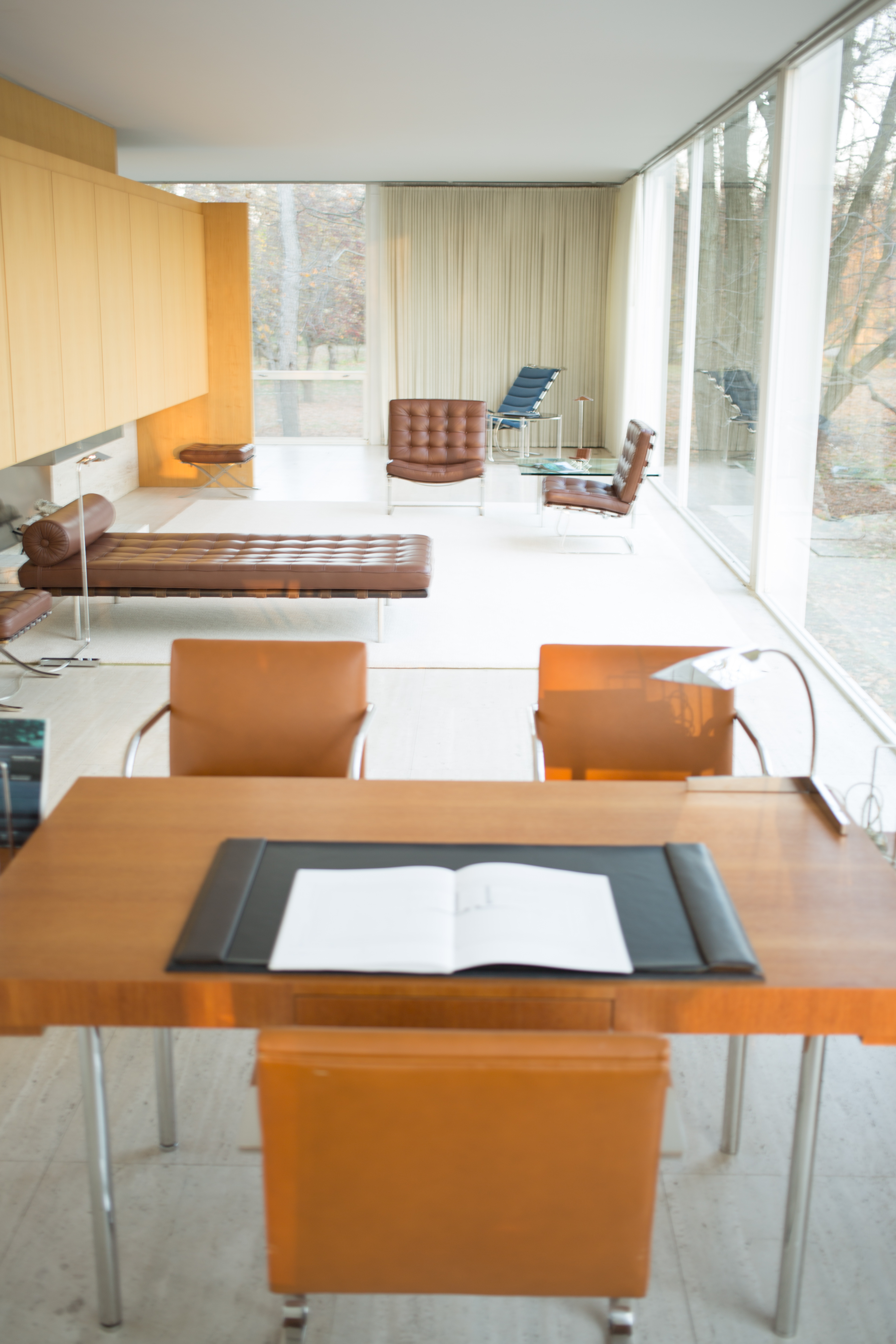
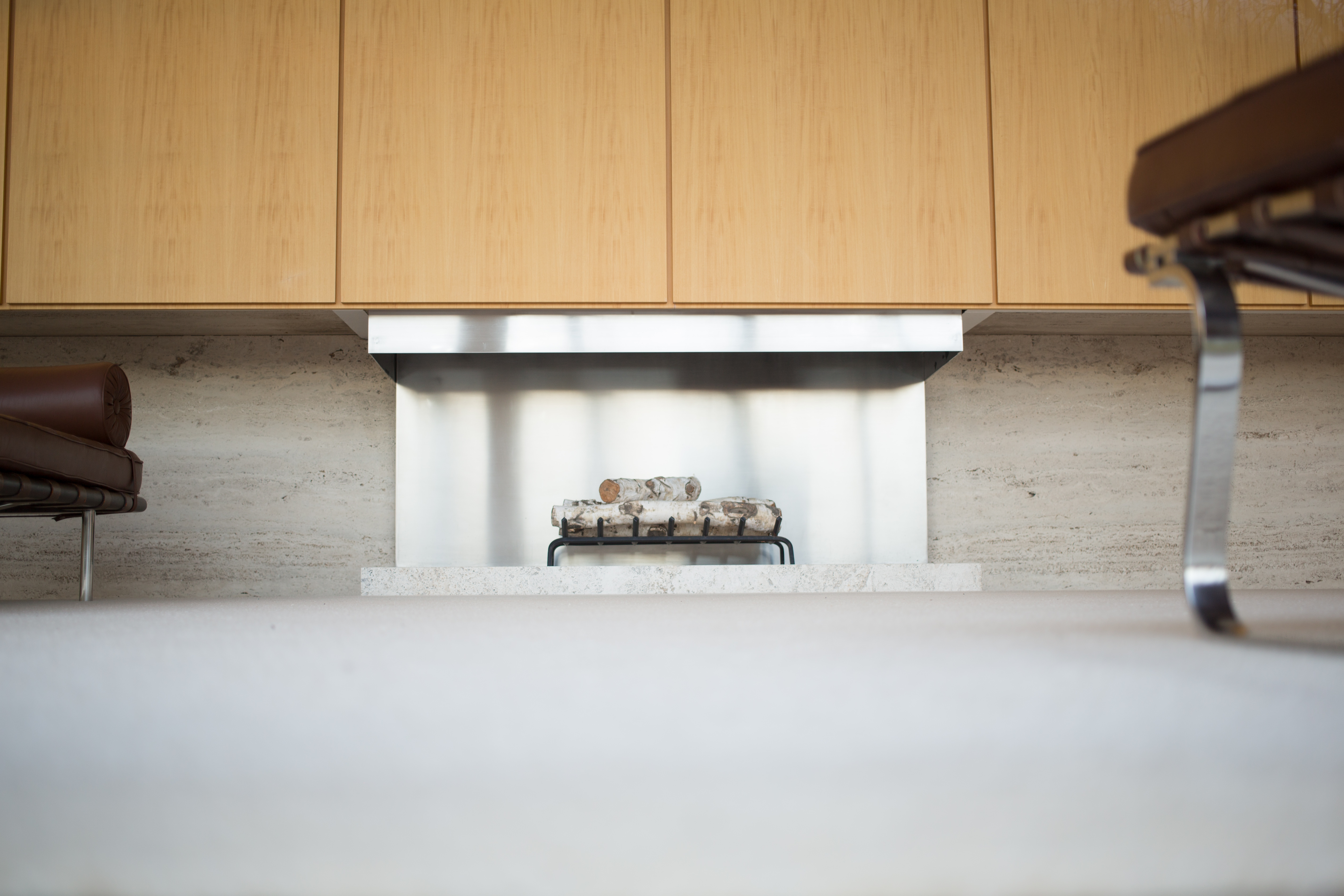
壁炉

## 外部連接
- 官方網站 （页面存档备份，存于）
- Farnsworth House Today （页面存档备份，存于）: An in depth page from Columbia University, many diagrams and drawings.
- Het Glazen Huis te Geldrop: 1971 Dutch home based on the Farnsworth House, designed by H. G. Smelt.
- Photographs of the Farnsworth House
- Edith Farnsworth Papers （页面存档备份，存于），Newberry Library
- Illinois Great Places （页面存档备份，存于） - Farnsworth House （页面存档备份，存于）
- Society of Architectural Historians SAH ARCHIPEDIA entry on the Farnsworth House （页面存档备份，存于）